# چرت

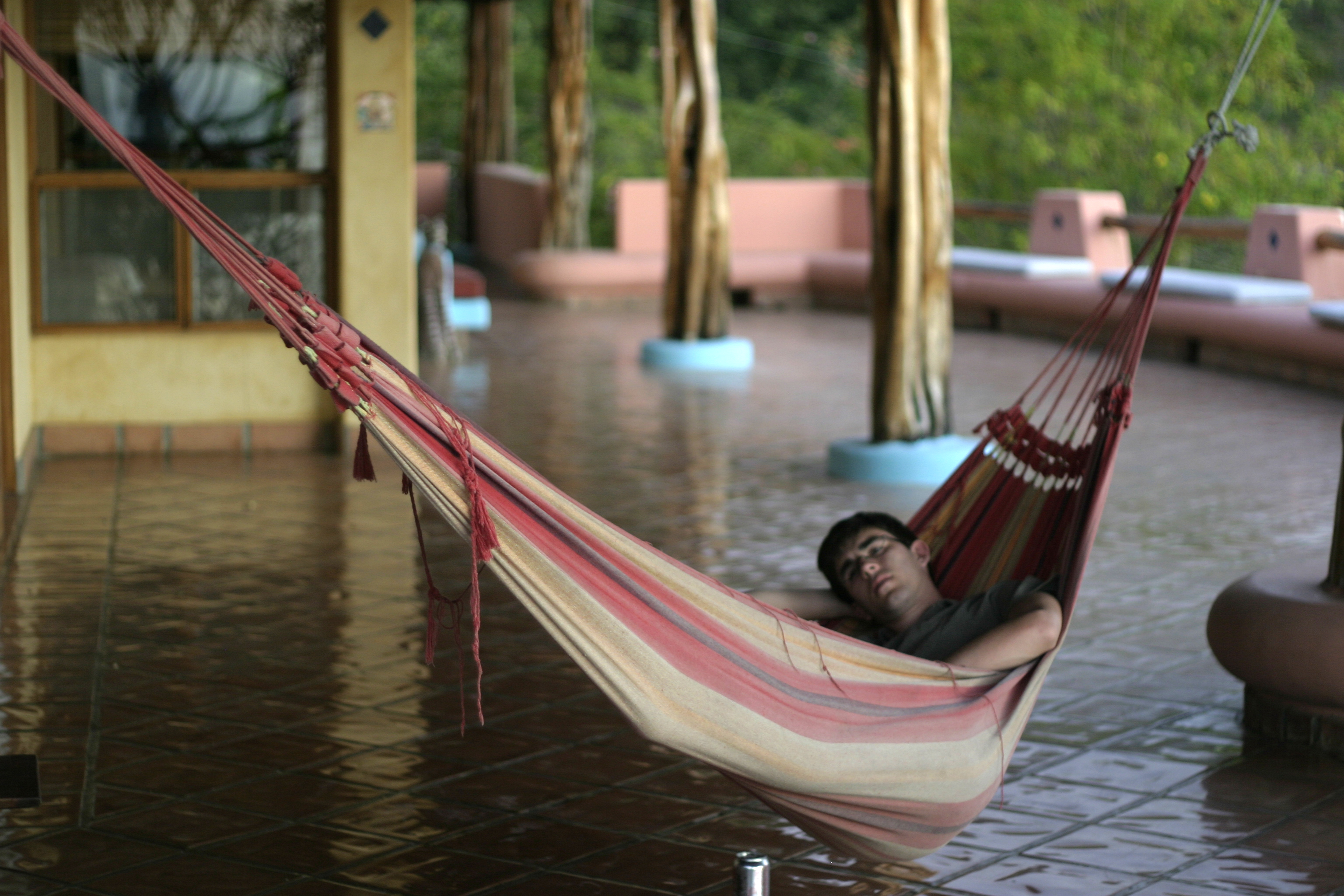
یک ننو در نورخانی در کاستاریکا

چُرت یک خواب کوتاه است که بیشتر در طول روز و ساعت بیداری انجام می‌شود و چیزی غیر از خواب شب است. چرت‌زدن پاسخی است به احساس خواب‌آلودگی که ممکن است در هنگام روز پیش آید و یک خواب دو یا چندمرحله‌ای است. شیوه برخورد با خواب در ساعات کاری در کشورهای گوناگون، متفاوت است. انتظار می‌رود که بچه‌ها و سالمندان در طول روز اندکی بخوابند.

## خوبی‌ها
چرت زدن در هنگام روز از دید فیزیکی و روانی برای انسان مفید است. ۲۰ دقیقه خواب در روز باعث تازگی ذهن می‌شود، هشیاری سراسری را افزایش می‌دهد، کارایی و خلقیات فرد را بهبود می‌بخشد. چرت روزانه برای قلب نیز می‌تواند خوب باشد. در پژوهشی که در یونان انجام شد روشن شد که مردانی که دست کم در سه روز از هفته چرت روزانه دارند ۳۷ درصد کمتر به مشکلات قلبی دچار می‌شوند.